# Robert Serber
Robert Serber (14. března 1909 – 1. června 1997) byl americký fyzik, který se podílel na projektu Manhattan. Serberovy přednášky vysvětlující základní principy a cíle projektu byly vytištěny a dodány všem příchozím vědeckým pracovníkům, a staly se známé jako Los Alamoské základy.

## Život
Narodil se ve Filadelfii jako nejstarší syn Davida Serbera a Rose Frankelové. V roce 1933 se oženil s Charlotte Leofovou (1911 – 1967). Jeho matka zemřela v roce 1922 a otec se znovu oženil s Frances Leofovou, sestřenicí Serberovy manželky Charlotte. Serber získal v roce 1930 bakalářský titul v oboru inženýrství fyziky na Lehigh University a doktorský titul na University of Wisconsin–Madison pod vedením Johna Van Vlecka v roce 1934. Po dokončení doktorátu začal pracovat jako postdoktorand na Princetonské univerzitě pod Eugenem Wignerem. Brzy ale změnil své plány a odešel za J. Robertem Oppenheimerem na Kalifornskou univerzitu v Berkeley (společně s Oppenheimerem poté pendloval mezi Berkeley a Kalifornským technologickým institutem). V roce 1938 přijal místo na Universitě Illinois v Urbana Champaign, kde zůstal, dokud nebyl pozván k účasti na projektu Manhattan. Později se stal profesorem a předsedou katedry fyziky na Kolumbijské univerzitě.

## Projekt Manhattan
V roce 1941 byl přizván k účasti na projektu Manhattan, kde se účastnil projektu Alberta, který pomáhal sestavit atomové bomby pro bombardování Hirošimy a Nagasaki. Když došlo k ustavení Národní laboratoře v Los Alamos a k organizaci prací v laboratoři, rozhodl se Oppenheimer rozčlenit technické informace mezi různá oddělení. To zvýšilo výkon a efektivitu technických pracovníků v oblasti řešení problémů, a zdůraznilo naléhavost projektu v jejich myslích, protože nyní věděli na čem pracují. Serber byl pověřen pronést sérii přednášek, vysvětlující základní principy a cíle projektu. Tyto přednášky byly vytištěny a dodány všem příchozím vědeckým pracovníkům a staly se známé jako Los Alamoské základy. V roce 1965 byly odtajněny. Serber vyvinul rovněž první přesnější teorii o hydrodynamické demontáži bomby.

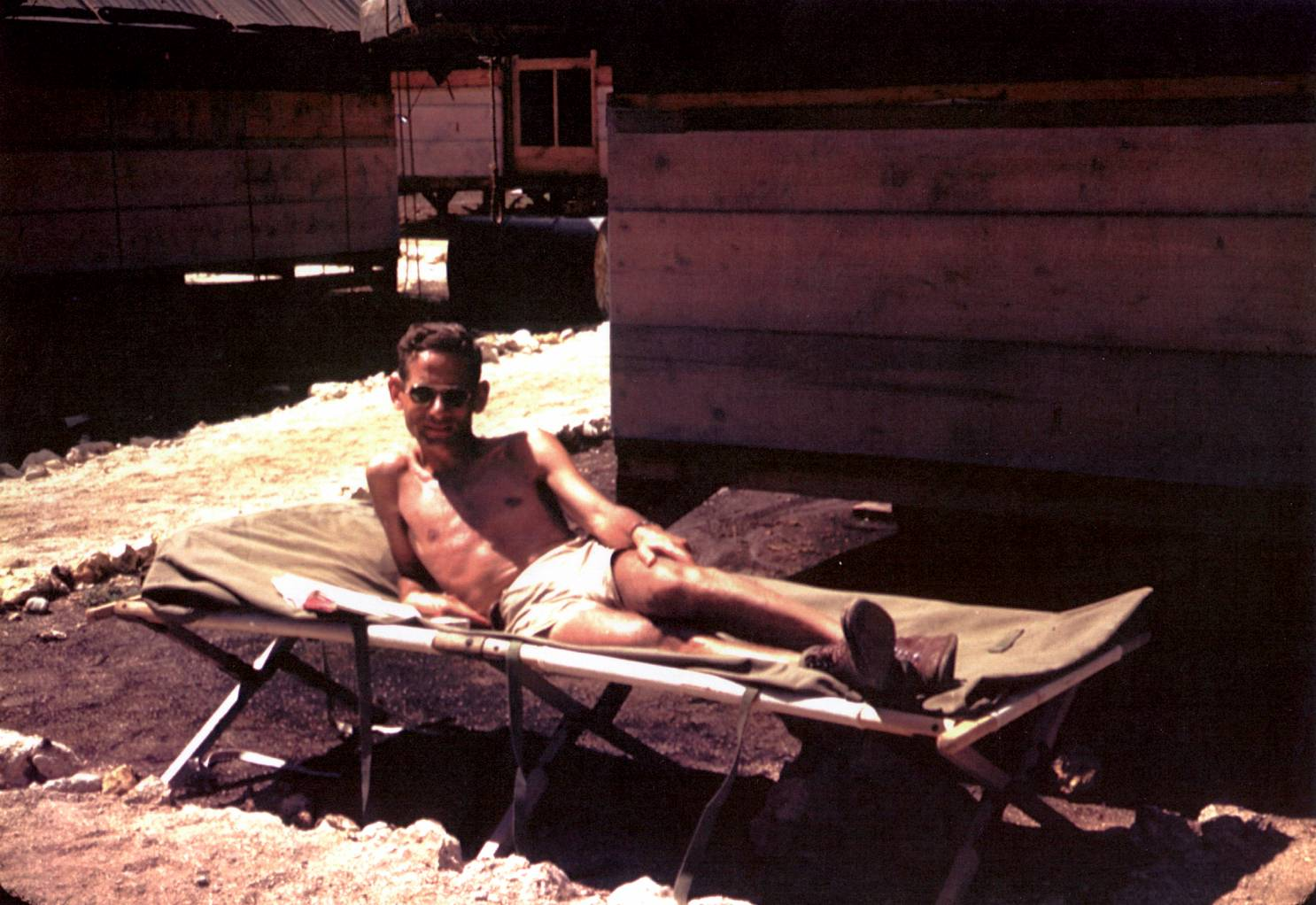
Serber na Tinianu v roce 1945, těsně předtím, než došlo k bombardování Hirošimy a Nagasaki

Serberova manželka Charlotte byla jmenována Oppenheimerem do čela technické knihovny v Los Alamos, kde byla pouze jedinou válečnou ženskou vedoucí sekci.
Serber vytvořil kódová jména pro všechny tři konstrukční projekty, "Little Boy" pro uranovou zbraň, "Thin Man" pro plutoniovou zbraň a "Fat Man" pro plutoniovou implozní zbraň. Podle jeho pamětí vydaných v roce 1998 byla jména vybrána na základě jejich vzhledu. "Thin Man" bylo velmi dlouhé zařízení, a název pochází z detektivních románů a série filmů Dashiella Hammetta se stejným názvem. V případě "Fat Man" byla bomba kulatá a tlustá a byla pojmenována podle postavy hrané Sydneyem Greenstreetem ve filmu Maltese Falcon. Bomba "Little Boy" přišla na řadu poslední a byla pojmenována pouze podle rozdílu mezi ní a bombou "Thin Man". Existovala však i teorie, že "Fat Man" byl pojmenován podle Churchilla a "Thin Man" podle Roosevelta, pro tuto teorii však nejsou žádné důkazy.
Serber se měl účastnit fotografického letu k Nagasaki v rámci operace "Big Stink", ale let nakonec proběhl bez něj, jelikož ho vedoucí mise major Hopkins nepustil na palubu kvůli tomu, že zapomněl padák, údajně v době, kdy B-29 již pojížděla na ranveji. Protože byl Serber jediným členem posádky, který věděl jak provozovat vysokorychlostní kameru, byl Hopkins poučen rádiem z Tinianu o jejím použití. Serber byl prvním z amerického týmu, který vstoupil do Hirošimy a Nagasaki, aby posoudil výsledky atomového bombardování obou měst.

## Poválečná práce
V roce 1948 se musel bránit proti anonymnímu obvinění ze zrady především proto, že rodina jeho manželky byli židovští intelektuálové se socialistickými sklony a rovněž proto, že se snažil odstranit politiky z diskuse o proveditelnosti fúzní bomby, což vedlo k hádkám s Edwardem Tellerem.
Serber působil jako poradce mnoha laboratořích a podniků.
Roku 1972 obdržel J. Robert Oppenheimer Memorial Prize.
Robert Serber vystupuje v dokumentárním filmu, The Day After Trinity z roku 1980, který získal nominaci na Oscara. Ve filmové dramatizaci projektu Manhattan, Fat Man and Little Boy hraje Roberta Serbera Hugh David Politzer, profesor teoretické fyziky na Kalifornském technologickém institutu. Politzer získal Nobelovu cena za fyziku pro rok 2004.
Serber zemřel 1. června 1997 ve svém domě na Manhattanu kvůli komplikacím po operaci rakoviny mozku.

## Publikace
- Serber, Robert; Crease, Robert P. (1998). Peace & War: Reminiscences of a Life on the Frontiers of Science. New York: Columbia University Press. ISBN 978-0-231-10546-0.
- Serber, Robert (1992). The Los Alamos Primer: The First Lectures on how to Build an Atomic Bomb. University of California Press. ISBN 978-0-520-07576-4.  Original 1943 "LA-1", declassified in 1965, plus commentary and historical introduction.
- Serber, Robert (1987). Serber Says: About Nuclear Physics. World Scientific. ISBN 978-9971-5-0158-7.

## Další literatura
- Hoddeson, Lillian; Henriksen, Paul W.; Meade, Roger A.; Westfall, Catherine L. (12 February 2004). Critical Assembly: A Technical History of Los Alamos During the Oppenheimer Years, 1943-1945. Cambridge University Press. ISBN 978-0-521-54117-6.